# Càucon
|  | Per a altres significats, vegeu «Càucon (fill de Celeno)». |

Càucon (en grec antic Καύκων), va ser, segons la mitologia grega, un heroi, fill de Licàon, i per tant, de la raça dels pelasgs.
Donà nom a un poble, el dels caucons, que vivia a l'oest del Peloponès. Va morir fulminat per un llamp de Zeus juntament amb els seus germans i el seu pare, a causa de la impietat de Licàon.